# مذهب الاستيفاني الأدبي
تشير المدرسة الاستفانية للأدب إلى مجموعة من الأعمال الخيالية المكتوبة باللغة الإنجليزية، أغلبها روايات كتبها خريجو كلية سانت ستيفن في دلهي.
ويمكن ان يدعى كنوع فرعي من الأدب الإنجليزي الهندي ولكن صحة ذلك موضع جدل شديد بين مختلف النقاد. من مقال بريندا بوز عن الهفوات والمضاربات؛ أو اين هي المرأة في النص مقال ينكر بقوة وجود مدرسة الكتابة هذه.
وقد ناقش العديد من الكتاب والعلماء هذا الموضوع بالتفصيل في مقالات مختلفة .ويدافع بعض المؤلفين عن روح ستيفانيا ويقولون انه لا يهم ما إذا كانت هنالك مدرسة أدبية كهذه ام لا، فيما يميل آخرون إلى الاحتفال بالكلية.
يذكر ان أميتاف غوش وروكون أدفانى وموكول كيسافان وشاشى ثارورهم بعض الكتاب الإنكليز الهنود المشهورين الذين ينتمون إلى المدرسة الاستفانية للأدب.

و في حوار له يعلق أميتاف غوش على ذلك الموضوع:
روح سانت ستيفن لم تكن فنية على الإطلاق. كان كل شخص يفكر في امتحان ميار المحاسبة الدولي. لكن بطريقة ما العديد من الكتاب مثل شاشي ثارور وأبمانيو شاتيرجى مروا عبر تلك البنية البيروقراطية. عندما أنظر إلى الوراء أجد أنه لا شيء يثير الدهشة حقا حول ذلك. لأن ستيفن كان لديه الكثير من الموهوبين الذين كانوا أيضا واثقين من أنفسهم. كلما كان هناك شكل من أشكال الانفعال الفني، تكون هناك روابط من هذا النوع. درس صانع الأفلام الإسباني لويس بونيول في أكاديمية سان فرناندو للفنون الجميلة في مدريد مع الشاعر فيديريكو غارسيا لوركا والرسام السرياليسلفادور دالي. أعتقد أن هذه الروابط موجودة في عالم الفن والأدب.

## روابط خارجية
- Elite Aesthetics, and the Rise of the 'Stephanian' Novel
- At the Gates of St. Stephen's, essay in Muse India by Lotta Strandberg
- The Stephanians, article in The Telegraph
- Passage to Stephanian